# Луи, Ксерсес
Ксе́рсес Лу́и (фр. Xercès Louis; 31 октября 1926, Сент-Мари — 6 марта 1978[…], Алес) — французский футболист и футбольный тренер, играл на позиции полузащитника; участник чемпионата мира 1954 года. Первый уроженец Вест-Индии, который сыграл за сборную Франции.

## Биография

### Клубная карьера
Луи родился на Мартинике, где начал профессиональную карьеру, а затем уехал во Францию.
Во Франции Луи присоединился к клубу «Олимпик Лион», за который играл в течение шести сезонов, а в 1949 году перешёл в «Ланс». В составе «Ланса» он отыграл восемь сезонов, став дважды серебряным и один раз бронзовым призёром чемпионата страны. В 1957 году перешёл в «Бордо», в составе которого отыграл три сезона и завершил карьеру игрока.

### Карьера в сборной
Луи стал первым уроженцем Вест-Индии, который дебютировал за сборную Франции и сыграл за неё 12 матчей. Он был в составе сборной Франции на чемпионате мира 1954 года, но на турнире не играл.

### Тренерская карьера
Работал главным тренером клубов «Монтелимар» и «Сет».

### Смерть
6 марта 1978 года Луи погиб в ДТП в возрасте 52 лет, когда его автомобиль, которым он управлял перевернулся.